# Wasserturm am Czernyring

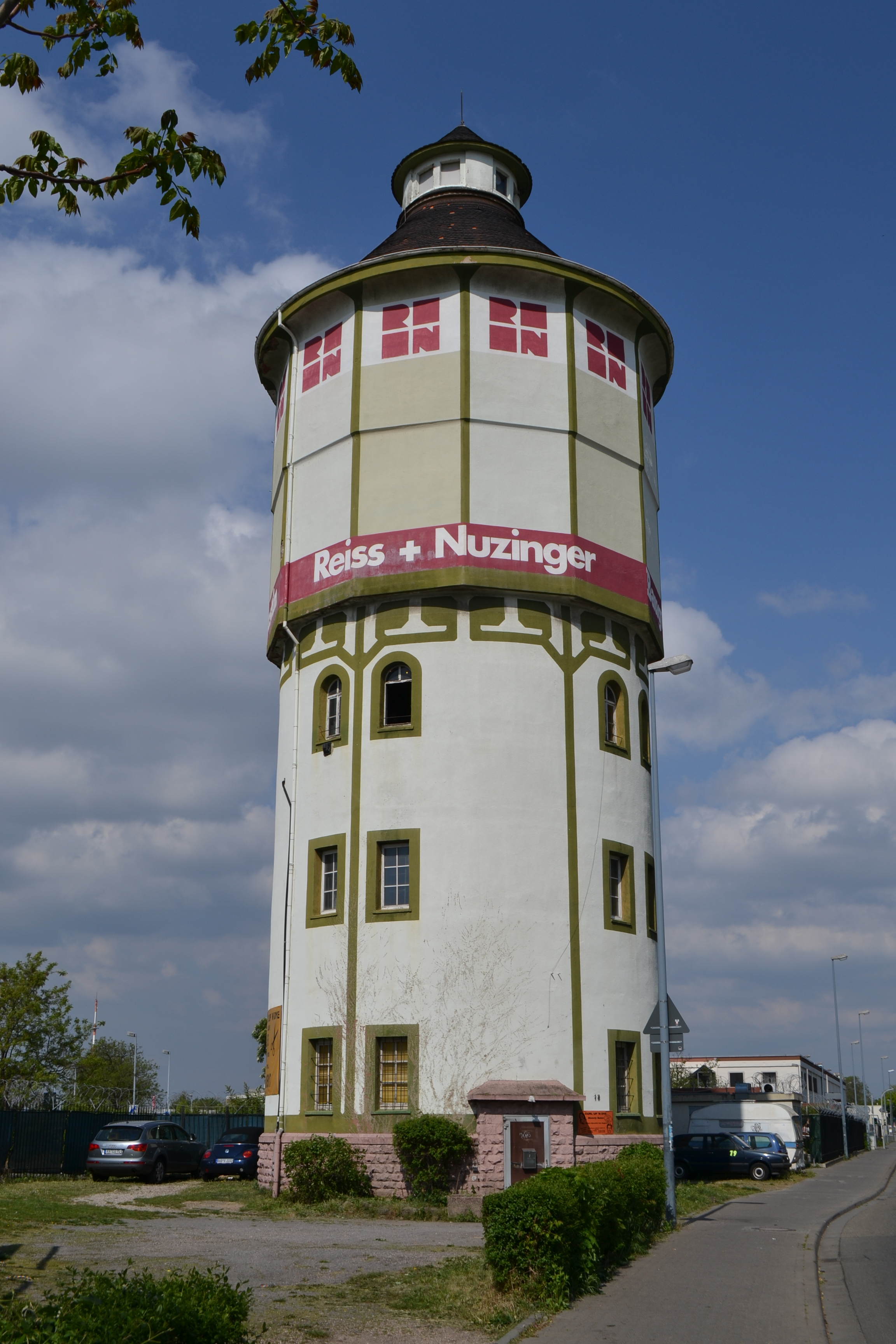
Wasserturm am Czernyring (April 2014)

Der Wasserturm am Czernyring ist ein denkmalgeschützter Wasserturm in der Heidelberger Bahnstadt.
Als die Großherzoglich Badischen Staatseisenbahnen in Heidelberg einen Güter- und Rangierbahnhof bauten, wurde für die Wasserversorgung 1907 durch die Bauunternehmung Wayss & Freytag der Wasserturm am Czernyring errichtet. Er wurde als erster der Badischen Staatsbahn in Eisenbeton-Skelettbauweise nach dem System Hennebique gebaut. 
Die heutige abstrakt-florale Bemalung erinnert an den Stil der Wiener Sezession. Der stillgelegte Turm konnte zeitweise für Veranstaltungen gemietet werden.